# Hodogay
Hodogay (ou Hodogway) est un village du Cameroun situé dans le département du Mayo-Sava et la Région de l'Extrême-Nord, en pays Ouldémé, à proximité de la frontière avec le Nigeria. Il fait partie de la commune de Mora.